# Ванцетта, Биче
Биче Ванцетта (итал. Bice Vanzetta; род. 7 марта 1961 года, Кавалезе) — итальянская лыжница, многократная призёрка Олимпийских игр и чемпионатов мира. Младшая сестра известного лыжника Джорджо Ванцетты.
В Кубке мира Ванцетта дебютировала в 1986 году, в декабре 1992 года впервые попала в десятку лучших на этапе Кубка мира. Всего имеет на своём счету 2 попадания в десятку лучших на этапах Кубка мира. Лучшим достижением Ванцетты в общем итоговом зачёте Кубка мира является 24-е место в сезоне 1992/93.
На Олимпиаде-1988 в Калгари заняла 17-е место в гонке на 10 км классикой.
На Олимпиаде-1992 в Альбервиле завоевала бронзовую медаль в эстафете, кроме того принимала участие ещё в трёх гонках: 5 км классикой — 28-е место, гонка преследования — 20-е место, 15 км классикой — не финишировала.
На Олимпиаде-1994 в Лиллехаммере вновь завоевала бронзовую медаль в составе эстафеты, так же стала, 19-й в гонке на 5 км классикой и 34-й в гонке преследования.
За свою карьеру принимала участие в трёх чемпионатах мира, на которых завоевала две серебряные медали, обе в эстафетных гонках, в личных гонках не поднималась выше 12-го места.